# Třída Macu
Třída Macu (japonsky 松型 Macu-gata) sestávala z 18 „torpédoborců první třídy“ (一等駆逐艦 Ittó kučikukan) japonského císařského námořnictva, postavených v letech 1943 až 1945 podle základního návrhu (基本計画番号 kihon keikaku bangó) F55 a označovaných v císařském námořnictvu jako torpédoborce typu D (丁型駆逐艦 Tei-gata kučikukan). Zjednodušené jednotky stavěné podle projektu F55B se označovaly jako torpédoborce typu modifikované D (改丁型駆逐艦 Kai-tei-gata kučikukan), nebo též jako třída Tačibana (橘型 Tačibana-gata) a bylo jich dokončeno celkem 14. Relativně jednoduchá konstrukce typu D a modifikované D oproti předchozím torpédoborcům císařského námořnictva umožňovala stavět tyto jednotky ve velkém množství, čímž se císařské námořnictvo snažilo pokrýt ztráty torpédoborců během bojů v Pacifiku.
Jelikož jednotky tříd Macu a Tačibana výtlakem a výzbrojí spíše odpovídaly americkým eskortním torpédoborcům, někteří autoři je – nesprávně – označují za eskortní torpédoborce, či torpédoborce druhé třídy. Císařské námořnictvo je ale označovalo za torpédoborce první třídy, neboť i tak měly výtlak přes 1000 T a císařské námořnictvo kategorii „eskortní torpédoborec“ (護衛駆逐艦 goei kučikukan) pro klasifikaci vlastních plavidel nepoužívalo.
Všechny jednotky třídy Macu a i některé třídy Tačibana se aktivně účastnily bojů v Pacifiku. Doprovázely konvoje i těžké jednotky loďstva. Dvanáct z 32 dokončených torpédoborců bylo v roce 1945 přestavěno (nebo přestavováno) na nosiče sebevražedných torpéd Kaiten. Za války bylo ztraceno deset dokončených jednotek (z toho jedna byla sice potopena, ale nebyla císařským námořnictvem počítána jako ztráta a nadále byla uváděna ve stavech): čtyři byly potopeny letadly, tři americkými torpédoborci, dvě najely na minu a jednu potopila americká ponorka. Konce války se dočkalo 22 dokončených jednotek, které si mezi sebe rozdělily vítězné mocnosti, nebo byly potopeny jako vlnolamy, či sešrotovány.

## Modifikovaný program 1942 a válečný program 1944
„Modifikovaný program pátého kruhu“ ze září 1942 přehodnotil priority výstavby nových plavidel pro císařské námořnictvo. Vedle stavby velkých a složitých torpédoborců typu A (konkrétně třídy Júgumo) a typu B byla naplánována i stavba celkem 42 jednotek nového typu D – třída Macu. Mělo se jednat o jednotky trupových čísel 5481 až 5522. Kýl první jednotky – Macu byl položen 8. srpna 1943 v loděnici námořního arzenálu Maizuru a ještě téhož roku byly položeny kýly čtyř dalších jednotek. Od léta 1944 byly nové jednotky stavěny podle modifikovaného designu jako takzvaný modifikovaný typ D – třída Tačibana. Celkem bylo v rámci „modifikovaného programu pátého kruhu“ dokončeno 26 jednotek, z toho osm bylo dokončeno podle standardu třídy Tačibana. Stavba dalších pěti jednotek z tohoto programu byla zastavena po zahájení stavby (v různé fázi rozpracování) a zbývajících jedenáct jednotek bylo zrušeno ještě před zahájením stavby.
Podle „programu válečného kruhu“ z počátku roku 1944 mělo následovat dalších 32 jednotek modifikovaného typu D trupových čísel 4801 až 4832. Jako první byl 14. srpna 1944 v Maizuru položen kýl jednotky číslo 4809 – Nire. Dokončeno ale bylo pouze šest jednotek. Stavba 22 jednotek byla zrušena v březnu 1945 ještě před položením kýlu. Zbývající čtyři jednotky byly na jaře 1945 rozestavěné, ale jejich stavba byla ukončena 17. dubna (č. 4813, 4817 a 4820), respektive 18. května (č. 4816). Uvolněná kapacita loděnic pak byla použita na stavbu sebevražedných prostředků.

## Konstrukce

### Projekt F55 –Macu

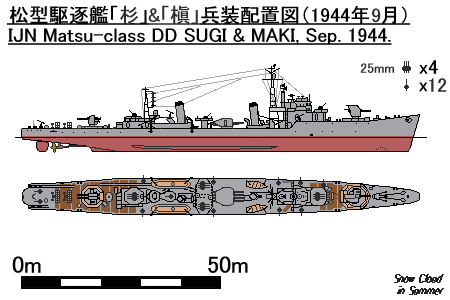
Schéma torpédoborců Sugi a Maki (třída Macu) ze září 1944

Torpédoborce projektu F55 byly menší než jejich předchůdci a v podstatě se velikostí vrátily na úroveň torpédoborců před třídou Fubuki.

#### Pohon
Aby se zvýšila šance na přežití v boji a snížila pravděpodobnost imobilizace plavidla po jednom zásahu, byla pohonná soustava rozdělena na dvojice kotelna–strojovna, kotelna–strojovna. Za přední kotelnou následovala přední strojovna – oboje vyosené na levobok a pohánějící levou hřídel. Za přední strojovnou následovala na pravobok vyosená zadní kotelna a zadní strojovna pohánějící pravou hřídel. Toto uspořádání pohonného systému mělo i vliv na celkovou siluetu plavidla, neboť díky němu byly komíny umístěny daleko od sebe. Přední komín byl v podélné ose plavidla, ale zadní komín byl vyosen na pravobok o přibližně 75 cm.
Pohonná soustava byla – až na použití jiné převodovky – převzata z torpédovek třídy Ótori. V každé strojovně se nacházela jedna sestava parních turbín Kanpon sestávající z jedné vysokotlaké, jedné středotlaké a jedné nízkotlaké turbíny, které přes převodovku poháněly jednu hřídel s lodní vrtulí. Každá sestava měla výkon 9500 k (6987,2 kW) při 400 otáčkách hnané hřídele za minutu. Ze třídy Ótori bylo převzato i – v císařském námořnictvu ojedinělé – řešení plavby cestovní rychlostí. Jedna turbína pro plavbu cestovní rychlostí se totiž nacházela pouze v levoboční sestavě přední strojovny a byla přes převodovku napojena na středotlakou turbínu levoboční sestavy.
Elektřinu dodávaly dva dieselgenerátory, které byly umístěny v zadní strojovně, a jeden turbogenerátor v přední strojovně.

#### Výzbroj
Hlavní dělostřeleckou výzbroj představovala trojice 127mm kanónů typu 89, které se daly použít jak proti hladinovým či pozemním, tak proti leteckým cílům. Torpédoborce typu D a modifikované D byly jedinými torpédoborci vyzbrojenými těmito kanóny, které se oproti 127mm kanónům typu 3. roku předchozích torpédoborců vyznačovaly vyšší rychlostí střelby díky používání jednotného náboje a možnosti nabíjení při všech úhlech elevace. Jeden kanón typu 89 se nacházel na přídi v lafetaci B1 modifikace 4, zatímco na zádi byla dvojice kanónů umístěna v lafetaci B1. Oboje umožňovaly elevaci až 90°. K jejich zaměřování byl použit zaměřovač typu 4 model 3. Ten vznikl v roce 1944 zjednodušením zaměřovače typu 95, který byl určen pro 25mm kanóny typu 96.
Torpédová výzbroj byla rovněž slabší, než u předchozích jednotek. Původní projekt počítal s instalací speciálně vyvinutého šestihlavňového 533mm torpédometu, označeného jako typ 3. Nakonec byl ale na všech jednotkách instalován jeden čtyřhlavňový otočný zakrytovaný torpédomet typu 92 model 2 umístěný na palubě mezi oběma komíny. Otáčení torpédometu zajišťoval jeden motor na stlačený vzduch o výkonu 10 koňských sil (7,4 kW). K dispozici byla pouze ona čtyři torpéda typu 93 nabitá v torpédometu, neboť jednotky nedisponovaly žádným zásobníkem náhradních torpéd.

#### Radary
První dokončené jednotky byly vybaveny pouze jedním centimetrovým přehledovým radarem 22-gó pro sledování vzdušných i hladinových cílů, jehož anténa ve tvaru dvou trychtýřů se nacházela na samostatné perforované konstrukci nad můstkem. Teprve u později dokončovaných jednotek se objevil i metrový přehledový radar 13-gó pro sledování vzdušných cílů na zadním stěžni.

### Projekt F55B –Tačibana

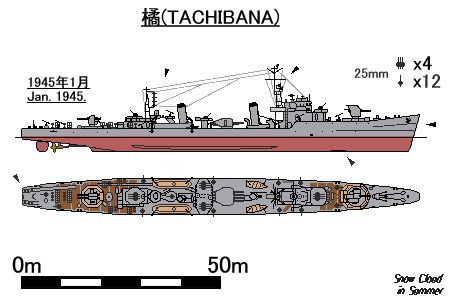
Schéma torpédoborce Tačibana z ledna 1945

Projekt F55B představoval ještě další zjednodušení původního designu. Bylo použito modulární konstrukce z prefabrikovaných dílů. Trup byl zjednodušen: byl změněn tvar přídě, záď byla koncipována jako zrcadlo (místo zaoblené zádě u předchozích tříd) a dvojité dno bylo nahrazeno jednoduchým. Rozmístění pohonného systému zůstalo zachováno. Radar 22-gó byl přemístěn z konstrukce nad můstkem na upravený přední stěžeň a již od počátku nesly jednotky třídy Tačibana i přehledový radar 13-gó.

### Pozdější modifikace
U prvních dokončených jednotek došlo časem – pokud se toho dočkaly – k instalaci přehledového radaru 13-gó pro sledování vzdušných cílů na zadní stěžeň. Rovněž byla posilována protiletadlová výzbroj přidáváním dalších 25mm kanónů typu 96 zpravidla v jednohlavňovém provedení. Například Take měl v březnu 1945 nést celkem 39 hlavní: 4xIII a 27xI.
V roce 1945 bylo dvanáct jednotek obou tříd vybráno k přestavbě na nosič sebevražedných torpéd Kaiten. Přestavba spočívala hlavně v instalaci rampy pro spouštění Kaitenu na zádi, přičemž každá loď měla nést jedno toto torpédo. Přestavba se týkala torpédoborců Take, Kiri, Sugi, Maki, Kaši, Kaja a Kaede z třídy Macu a Cuta, Hagi, Nire, Naši a Šii z třídy Tačibana.

## Jednotky třídMacuaTačibana
Všechny jednotky tříd Macu a Tačibana byly pojmenovány po rostlinách – převážně dřevinách.
| Číslo        | Jméno                   | Podtřída              | Loděnice           | Položení kýlu      | Spuštění           | Přijetí do služby  | Osud |
| ------------ | ----------------------- | --------------------- | ------------------ | ------------------ | ------------------ | ------------------ | --- |
| 5481         | Macu (松)               | Macu                  | arzenál Maizuru    | 8. srpna 1943      | 3. února 1944      | 28. června 1944    | 4. srpna 1944 potopen americkými torpédoborci severozápadně od Čičidžima |
| 5482         | Take (竹)               | Macu                  | arzenál Jokosuka   | 15. října 1943     | 28. března 1944    | 16. června 1944    | Kapitulace v Maizuru. 16. července 1947 předán Royal Navy; sešrotován. |
| 5483         | Ume (梅)                | Macu                  | Fudžinagata, Ósaka | 1. prosince 1943   | 24. dubna 1944     | 28. června 1944    | 31. ledna 1945 potopen letouny USAAF jižně od Formosy |
| 5484         | Momo (桃)               | Macu                  | arzenál Maizuru    | 5. listopadu 1943  | 25. března 1944    | 10. června 1944    | 15. prosince 1944 potopen ponorkou USS Hawkbill západně od Luzonu |
| 5485         | Kuwa (桑)               | Macu                  | Fudžinagata, Ósaka | 20. prosince 1943  | 25. května 1944    | 25. července 1944  | 3. prosince 1944 potopen americkými torpédoborci v Ormocké zátoce |
| 5486         | Kiri (桐)               | Macu                  | arzenál Jokosuka   | 1. února 1944      | 27. května 1944    | 14. srpna 1944     | Kapitulace v Kure. 29. července 1947 předán sovětskému námořnictvu; sešrotován 1969                                                                                                   |
| 5487         | Sugi (杉)               | Macu                  | Fudžinagata, Ósaka | 25. února 1944     | 3. července 1944   | 25. srpna 1944     | Kapitulace v Kure. 31. července 1947 předán námořnictvu Čínské republiky |
| 5488         | Maki (槇)               | Macu                  | arzenál Maizuru    | 19. února 1944     | 10. června 1944    | 10. srpna 1944     | Kapitulace v Kure. 14. srpna 1947 předán Royal Navy; sešrotován. |
| 5489         | Momi (樅)               | Macu                  | arzenál Jokosuka   | 1. února 1944      | 16. června 1944    | 3. září 1944       | 5. ledna 1945 potopen palubními letouny z Task Unit 77.4.1 jihozápadně od vjezdu do Manilské zátoky                                                                                   |
| 5490         | Kaši (樫)               | Macu                  | Fudžinagata, Ósaka | 5. května 1944     | 13. srpna 1944     | 30. září 1944      | Kapitulace v Kure. 7. srpna 1947 předán US Navy, sešrotován 1948. |
| 5491         | Jaezakura (八重櫻)      | Tačibana              | arzenál Jokosuka   | 18. prosince 1944  | 17. března 1945    |                    | 23. června 1945 stavba zastavena, loď dokončena ze 60%. Dne 18. července 1945 potopena letadly TF 38 v Jokosuce                                                                       |
| 5492         | Kaja (榧)               | Macu                  | arzenál Maizuru    | 10. dubna 1944     | 30. července 1944  | 30. září 1944      | Kapitulace v Kure. 5. července 1947 předán sovětskému námořnictvu; sešrotován 1959 |
| 5493         | Nara (楢)               | Macu                  | Fudžinagata, Ósaka | 10. června 1944    | 12. října 1944     | 26. listopadu 1944 | 30. června 1945 těžce poškozen po najetí na minu. Odzbrojen, kapitulace v Modži. Sešrotován v červenci 1948.                                                                          |
| 5494         | Jadake (矢竹)           | Tačibana              | arzenál Jokosuka   | 2. ledna 1945      | 1. května 1945     |                    | 17. dubna 1945 stavba zastavena. 1948 potopen jako vlnolam. |
| 5495         | Kuzu/Madake (葛 / 真竹) | Tačibana              | arzenál Jokosuka   | 20. března 1945    |                    |                    | 17. dubna 1945 stavba zrušena |
| 5496         | Sakura (櫻)             | Macu                  | arzenál Jokosuka   | 2. června 1944     | 6. září 1944       | 25. listopadu 1944 | 11. července 1945 najel v Ósace na minu |
| 5497         | Janagi (柳)             | Macu                  | Fudžinagata, Ósaka | 20. srpna 1944     | 25. listopadu 1944 | 18. ledna 1945     | Kapitulace v Hakodate – těžce poškozený. Sešrotován. |
| 5498         | Cubaki (椿)             | Macu                  | arzenál Maizuru    | 20. června 1944    | 30. září 1944      | 30. listopadu 1944 | Kapitulace v Kure. Sešrotován 1948. |
| 5499         | Kaki (柿)               | Tačibana              | arzenál Jokosuka   | 5. října 1944      | 11. prosince 1944  | 5. března 1945     | Kapitulace v Maizuru – lehce poškozený. 4. července 1947 předán US Navy, později sešrotován.                                                                                          |
| 5500         | Kaba (樺)               | Tačibana              | Fudžinagata, Ósaka | 15. října 1944     | 27. února 1945     | 29. května 1945    | Kapitulace v Kure. 4. srpna 1947 předán US Navy, později sešrotován. |
| 5501         | Hajaume (早梅)          | Tačibana              | arzenál Jokosuka   |                    |                    |                    | Stavba zrušena 1945 |
| 5502         | Hinoki (檜)             | Macu                  | arzenál Jokosuka   | 4. března 1944     | 4. července 1944   | 30. září 1944      | 7. ledna 1945 potopen americkými torpédoborci západně od poloostrova Bataan |
| 5503         | Kacura (桂)             | Tačibana              | Fudžinagata, Ósaka | 30. listopadu 1944 | 23. června 1945    |                    | 23. června 1945 stavba zastavena. Trup potopen jako vlnolam. |
| 5504         | Tobiume (飛梅)          | Tačibana              | arzenál Jokosuka   |                    |                    |                    | Stavba zrušena 1945 |
| 5505         | Kaede (楓)              | Macu                  | arzenál Jokosuka   | 4. března 1944     | 25. července 1944  | 30. října 1944     | Kapitulace v Kure. 6. července 1947 předán námořnictvu Čínské republiky, později použit jako hulk                                                                                     |
| 5506         | Fudži (藤)              | Tačibana              | arzenál Jokosuka   |                    |                    |                    | Stavba zrušena 1945 |
| 5507         | Wakazakura (若櫻)       | Tačibana              | Fudžinagata, Ósaka | 15. ledna 1945     |                    |                    | 11. května 1945 stavba zastavena |
| 5508         | Kejaki (欅)             | Macu                  | arzenál Jokosuka   | 22. června 1944    | 30. září 1944      | 15. prosince 1944  | Kapitulace v Jokosuce. 5. července 1947 předán US Navy, později potopen jako cvičný cíl                                                                                               |
| 5509         | Jamazakura (山櫻)       | Tačibana              | Fudžinagata, Ósaka |                    |                    |                    | Stavba zrušena 1945 |
| 5510         | Aši (葦)                | Tačibana              | arzenál Jokosuka   |                    |                    |                    | 26. března 1945 zrušena |
| 5511         | Tačibana (橘)           | Tačibana              | arzenál Jokosuka   | 8. července 1944   | 14. října 1944     | 20. ledna 1945     | 14. července 1945 potopen letadly TF 38 u východního konce Cugarského průlivu |
| 5512         | Šinodake (篠竹)         | Tačibana              | Fudžinagata, Ósaka |                    |                    |                    | Stavba zrušena 1945 |
| 5513         | Jomogi (蓬)             | Tačibana              | arzenál Jokosuka   |                    |                    |                    | Stavba zrušena 1945 |
| 5514         | Cuta (蔦)               | Tačibana              | arzenál Jokosuka   | 31. července 1944  | 2. listopadu 1944  | 8. února 1945      | Kapitulace v Kure. 31. července 1947 předán námořnictvu Čínské republiky, později použit jako hulk                                                                                    |
| 5515         | Aoi (葵)                | Tačibana              | arzenál Jokosuka   |                    |                    |                    | Stavba zrušena 1945 |
| 5516         | Širaume (白梅)          | Tačibana              | Fudžinagata, Ósaka |                    |                    |                    | Stavba zrušena 1945 |
| 5517         | Hagi (萩)               | Tačibana              | arzenál Jokosuka   | 11. září 1944      | 27. listopadu 1944 | 1. března 1945     | Kapitulace v Kure. 16. července 1947 předán Royal Navy; sešrotován. |
| 5518         | Kiku (菊)               | Tačibana              | Fudžinagata, Ósaka |                    |                    |                    | Stavba zrušena 1945 |
| 5519         | Kašiwa (柏)             | Tačibana              | arzenál Jokosuka   |                    |                    |                    | Stavba zrušena 1945 |
| 5520         | Sumire (菫)             | Tačibana              | arzenál Jokosuka   | 21. října 1944     | 27. prosince 1944  | 26. března 1945    | Kapitulace v Maizuru. 20. srpna 1947 předán Royal Navy; potopen jako cvičný cíl u Singapuru.                                                                                          |
| 5521         | Kusunoki (楠)           | Tačibana              | arzenál Jokosuka   | 9. listopadu 1944  | 8. ledna 1945      | 28. dubna 1945     | Kapitulace v Maizuru. 16. července 1947 předán Royal Navy; sešrotován |
| 5522         | Hatsuzakura (初櫻)      | Tačibana              | arzenál Jokosuka   | 14. prosince 1944  | 10. února 1945     | 28. května 1945    | Kapitulace v Jokosuce. 29. července 1947 předán sovětskému námořnictvu; sešrotován 1958                                                                                               |
| 4801         | Kigiku (黄菊)           | Tačibana              |                    |                    |                    |                    | Stavba zrušena v březnu 1945 |
| 4802         | Hatsugiku (初菊)        | Tačibana              |                    |                    |                    |                    | Stavba zrušena v březnu 1945 |
| 4803         | Akane (茜)              | Tačibana              |                    |                    |                    |                    | Stavba zrušena v březnu 1945 |
| 4804         | Širagiku (白菊)         | Tačibana              |                    |                    |                    |                    | Stavba zrušena v březnu 1945 |
| 4805         | Čigusa (千草)           | Tačibana              |                    |                    |                    |                    | Stavba zrušena v březnu 1945 |
| 4806         | Wakakusa (若草)         | Tačibana              |                    |                    |                    |                    | Stavba zrušena v březnu 1945 |
| 4807         | Nacugusa (夏草)         | Tačibana              |                    |                    |                    |                    | Stavba zrušena v březnu 1945 |
| 4808         | Akikusa (秋草)          | Tačibana              |                    |                    |                    |                    | Stavba zrušena v březnu 1945 |
| 4809         | Nire (楡)               | Tačibana              | arzenál Maizuru    | 14. srpna 1944     | 25. listopadu 1944 | 31. ledna 1945     | Kapitulace v Kure. 1948 sešrotován v Kure |
| 4810         | Naši (梨)               | Tačibana              | Kawasaki, Kóbe     | 1. září 1944       | 17. ledna 1945     | 15. března 1945    | 28. července 1945 potopen letadly z TF 38 severovýchodně od Haširadžimy. V 50. letech vyzvednut a 31. května 1956 zařazen do japonských námořních sil sebeobrany jako Wakaba (DE-261) |
| 4811         | Šii (椎)                | Tačibana              | arzenál Maizuru    | 18. září 1944      | 13. ledna 1945     | 13. března 1945    | Kapitulace v Kure. 5. července 1947 předán sovětskému námořnictvu; sešrotován 1960 |
| 4812         | Enoki (榎)              | Tačibana              | arzenál Maizuru    | 14. října 1944     | 27. ledna 1945     | 31. března 1945    | 26. června 1945 najel na minu v Obamské zátoce, sešrotován 1948 |
| 4813         | Azusa (梓)              | Tačibana              | arzenál Jokosuka   | 29. ledna 1945     |                    |                    | 17. dubna 1945 stavba zastavena |
| 4814         | Odake (雄竹)            | Tačibana              | arzenál Maizuru    | 5. listopadu 1944  | 10. března 1945    | 15. května 1945    | Kapitulace v Maizuru. 4. července 1947 předán US Navy |
| 4815         | Hacuume (初梅)          | Tačibana              | arzenál Maizuru    | 8. prosince 1944   | 25. dubna 1945     | 18. června 1945    | Kapitulace v Maizuru. 6. července 1947 předán námořnictvu Čínské republiky |
| 4816         | Toči (栃)               | Tačibana              | arzenál Jokosuka   | 23. ledna 1945     | (28. května 1945)  |                    | 18. května 1945 stavba zastavena. Trup následně spuštěn na vodu kvůli uvolnění místa na skluzu a potopen jako vlnolam                                                                 |
| 4817         | Hiši (菱)               | Tačibana              | arzenál Maizuru    | 10. února 1945     |                    |                    | 17. dubna 1945 stavba zastavena |
| 4818         | Susuki (薄)             | Tačibana              |                    |                    |                    |                    | Stavba zrušena v březnu 1945 |
| 4819         | Nogiku (野菊)           | Tačibana              |                    |                    |                    |                    | Stavba zrušena v březnu 1945 |
| 4820         | Sakaki (榊)             | Tačibana              | arzenál Jokosuka   | 29. prosince 1944  |                    |                    | 17. dubna 1945 stavba zastavena |
| 4821 až 4832 | 12 jednotek             | Tačibana              |                    |                    |                    |                    | Stavba zrušena v březnu 1945 |
|              | 80 jednotek             | modifikovaná Tačibana |                    |                    |                    |                    | 30. června 1945 zrušeno |